# Fiódor Txerenkov
Fiódor Txerenkov (rus: Фёдор Черенков)  (Moscou, 25 de juliol de 1959 - Moscou, 4 d'octubre de 2014) és un exfutbolista rus de la dècada de 1980.
Fou 34 cops internacional amb la selecció soviètica amb la qual participà en els Jocs Olímpics d'Estiu de 1980.
Pel que fa a clubs, defensà els colors de FC Spartak Moscou i Red Star Saint-Ouen.